# The Golden Fleece
The Golden Fleece è un film muto del 1918 diretto da Gilbert P. Hamilton. La sceneggiatura di George Elwood Jenks si basa sull'omonimo racconto di Frederick Irving Anderson pubblicato su The Saturday Evening Post del 4 maggio 1918. Prodotto e distribuito dalla Triangle, era interpretato da Joseph Bennett, Peggy Pearce, Jack Curtis, Harvey Clark, Graham Pettie.

## Trama
Jason è un inventore. Vissuto sempre in provincia, è un giovanotto ingenuo e disponibile: quando arriva a New York dov'è venuto per cercare di vendere le sue idee per prima cosa viene derubato sia dei soldi che dei vestiti. Incontra Bainge, uno che si autoproclama filantropo e che gli offre assistenza consigliandolo di rispondere a un annuncio sul giornale pubblicato da un promotor, tale Regelman. Fissato un appuntamento, mentre sta illustrando la sua invenzione a Regelman, nell'ufficio irrompe Bainge insieme ad alcuni detective che arrestano il promotor truffaldino. Jason non sa che pensare e si ritira confuso. Intanto, a New York, è arrivata anche Rose, la sua fidanzata che era rimasta a casa e che ora, preoccupata per la sua assenza, è venuta a cercarlo. Bainge, che in realtà è un detective, trova per Jason un promoter onesto, ma questi, pensando di essere stato di nuovo raggirato, dà un pugno al partner di Bainge. Alla stazione di polizia, tutta la faccenda viene chiarita. Bainge consegna all'inventore un grosso assegno e, così, Jason e Rose, nella loro nuova limousine, se ne tornano al paesello dove adesso potranno finalmente sposarsi e mettere su casa insieme.

## Produzione
Il fu prodotto dalla Triangle Film Corporation.

## Distribuzione
Distribuito dalla Triangle Distributing, il film uscì nelle sale cinematografiche statunitensi il 28 luglio 1918.
Non si conoscono copie ancora esistenti della pellicola che viene considerata presumibilmente perduta.